# Riet Leysen
Riet Leysen (Herentals, 14 maart 1952) is een Belgisch emeritus magistraat.

## Levensloop
Riet Leysen studeerde af aan de Economische Hogeschool in 1972 en behaalde het diploma van licentiaat in de rechten aan de Katholieke Universiteit Leuven in 1982.
Ze was van 1972 tot 1977 administratief directiemedewerker en van 1982 tot 1985 juridisch adviseur van Vlaams minister van Financiën en Begroting Hugo Schiltz (Volksunie). Na als eerste laureaat te slagen voor het vergelijkend examen voor referendaris bij het Arbitragehof in 1985 werd ze dat jaar referendaris bij het Arbitragehof. In 2007 veranderde de naam van dit bijzonder rechtscollege in Grondwettelijk Hof. Leysen bleef tot haar aanstelling als rechter aan dit Hof in 2014 referendaris.
Daarnaast was Leysen deeltijds assistent (1985-1993) en praktijklector (1993-1998) aan de KU Leuven en docent aan de EHSAL (1988-1990). 
Ze werd tot rechter aan het Grondwettelijk Hof benoemd bij Koninklijk Besluit van 23 januari 2014. Eind 2013 werd ze daarvoor voorgedragen door de N-VA. Leysen heeft evenwel geen partijstempel.
Op 14 maart 2022 ging Leysen met emeritaat en werd ze opgevolgd door Willem Verrijdt.

## Privé
Leysen is gehuwd met hoogleraar medisch recht Herman Nys (KU Leuven).

## Publicaties
- Handboek van financiële wetgeving, Hugo Schiltz en Riet Leysen, Antwerpen: Kluwer rechtswetenschappen, 1984.
- De rechtsbescherming van vreemdelingen bij het binnenkomen en het gedwongen verlaten van het grondgebied in België: preadvies, Louis-Paul Suetens en Riet Leysen, Zwolle: Tjeenk Willink, 1987.
- Inleiding tot de financiële wetgeving, Hugo Schiltz en Riet Leysen, Antwerpen: Kluwer rechtswetenschappen, 1988.
- Toetsing van de wet aan de Grondwet in België, Riet Leysen en Jan Smets, Zwolle: Tjeenk Willink, 1991.
- Het Arbitragehof en het ruimtelijkeordeningsrecht, Sabien Lust, Marc Boes en Riet Leysen, Brugge: Die Keure, 2006.
- The Belgian constitutional court: a satellite of the ECtHR?, Luc Lavrysen, Jan Theunis, André Alen, Veronique Joosten, Riet Leysen en Willem Verrijdt, Cambridge: Intersentia, 2013.
- Liber cogitationes. Liber amicorum Marc Bossuyt, André Alen, Veronique Joosten, Riet Leysen en Willem Verrijdt, Cambridge: Intersentia, 2013.